# Die schwarze Orchidee (Oper)
Die schwarze Orchidee ist eine „Opera grottesca“ in drei Akten des Komponisten Eugen d’Albert nach einem Libretto von Karl Michael von Levetzow. Die Uraufführung fand am 1. Dezember 1928 am Neuen Stadttheater Leipzig unter Gustav Brecher in einer Inszenierung von Walther Brügmann statt.
Von der selten aufgeführten Oper erschien 2004 eine CD der Aufführung des Theater Augsburg.

## Handlung
Die Oper spielt im Gangster- und Nachtclubmilieu von Manhattan der 1920er Jahre zur Zeit der Prohibition in den Vereinigten Staaten. Percy Garnett ist ein Juwelendieb und Chef einer Einbrecherbande, der bei jedem Coup eine selbstgezüchtete schwarze Orchidee zurücklässt. Er verliebt sich in Lady Grace, das „schönste Weib New Yorks“, und wird so zum Konkurrenten des Geheimdienstchefs Bobby Pinkleton. Weitere Figuren der Geschichte sind der Sensationsreporters Schmuckele und das männliche und weibliche Personal der Mount-Everest-Bar, einem Nachtclub auf der Spitze eines Wolkenkratzers.

## Musik
D’Albert selbst schreibt, er habe die Oper aus dem Bedürfnis nach Heiterkeit heraus komponiert. Die Bezeichnung Opera grottesca entspricht keiner gängigen Gattungsbezeichnung. Die Musik greift Elemente der am Jazz orientierte Unterhaltungsmusik der 1920er Jahre auf, sowie Spiritual, Foxtrott und Shimmy. Auch die Instrumentale Besetzung greift diese Stilrichtung mit der Einbeziehung von Saxofonen, Tuba, Banjo und Vibrafon auf. Sie bewegt sich zwischen dem Genre der Jazzoper und einer burlesken Operette im Stil der Spätromantik.

## Kritik
Josef-Horst Lederer, Autor des Artikels über d’Albert im MGG, kritisiert, dass d’Albert mit diesem Werk ins Triviale abgeglitten sei und das Niveau seiner zunächst vielversprechenden Hinwendung zur komischen Oper nicht habe halten können.